# Grevillea georgeana
Grevillea georgeana ,  es una especie de arbusto  del gran género  Grevillea perteneciente a la familia  Proteaceae. Es originaria de  Australia Occidental, se encuentra entre Koolyanobbing y Diemals.

## Descripción
Por lo general, crece entre 1 y 2,5 metros de altura y tiene un periodo de máxima floración entre julio y octubre (mediados de invierno a mediados de primavera) en su área de distribución natural. Las flores son de color rojo con un miembro de color blanco o en ocasiones por completo de color amarillo-crema . Las hojas están profundamente divididas y son por lo general de 3 a 7 cm de largo. 

## Taxonomía
Grevillea georgeana fue descrita por Donald McGillivray y publicado en New Names Grevillea 6. 1986.
Etimología
Grevillea, el nombre del género fue nombrado en honor de Charles Francis Greville, cofundador de la Royal Horticultural Society.
georgeana: epíteto